# Prospalta angulata
Prospalta angulata là một loài bướm đêm trong họ Noctuidae.